# Mistrovství světa ve fotbale 1950
4. Mistrovství světa ve fotbale se konalo od 24. června do 16. července 1950 v Brazílii. Zúčastnilo se jej 13 celků, šlo o první mistrovství světa pořádané po druhé světové válce. Rozhodující zápas finálové skupiny se hrál 16. července 1950.
Celkem padlo na turnaji 88 branek, což je v průměru 4 branky na zápas.
Nejlepším střelcem turnaje s 9 brankami se stal Ademir (Brazílie). Hvězdy mistrovství světa: Juan Alberto Schiaffino, Alcides Ghiggia (oba Uruguay), Ademir (Brazílie).

## Stupně vítězů
| Zlato   | Stříbro  | Bronz   | 4. místo  |
| ------- | -------- | ------- | --------- |
| Uruguay | Brazílie | Švédsko | Španělsko |

## Kvalifikace
Kvalifikace se zúčastnilo 34 fotbalových reprezentací, které bojovaly o 14 místenek na závěrečném turnaji. Pořadatelská Brazílie spolu s obhájcem titulu – Itálií měli účast jistou. Avšak před vypuknutím turnaje se odhlásily reprezentace Skotska, Turecka a Indie. Nebyly nikým nahrazeny a již ani nezbýval čas na přeskupení základních skupin, a tak byli účastníci do skupin rozděleni nerovnoměrně.

### Kvalifikované týmy
| Vlajka     | Stát Archivováno 5. 9. 2015 na Wayback Machine. | Soupisky                                     |
| ---------- | ----------------------------------------------- | -------------------------------------------- |
| Anglie     | Anglie (Evropa)                                 | Archivováno 6. 3. 2016 na Wayback Machine.   |
| Švédsko    | Švédsko (Evropa)                                | Archivováno 18. 10. 2015 na Wayback Machine. |
| Itálie     | Itálie (Evropa)                                 | Archivováno 19. 9. 2015 na Wayback Machine.  |
| Švýcarsko  | Švýcarsko (Evropa)                              | Archivováno 14. 9. 2015 na Wayback Machine.  |
|            | Španělsko (Evropa)                              | Archivováno 11. 10. 2015 na Wayback Machine. |
| Jugoslávie | Jugoslávie (Evropa)                             | Archivováno 19. 11. 2015 na Wayback Machine. |
| Mexiko     | Mexiko (Střední Amerika)                        | Archivováno 6. 3. 2016 na Wayback Machine.   |
|            | USA (Severní Amerika)                           | Archivováno 6. 3. 2016 na Wayback Machine.   |
|            | Brazílie (Jižní Amerika)                        | Archivováno 14. 9. 2015 na Wayback Machine.  |
| Uruguay    | Uruguay (Jižní Amerika)                         | Archivováno 11. 9. 2015 na Wayback Machine.  |
| Bolívie    | Bolívie (Jižní Amerika)                         | Archivováno 11. 10. 2015 na Wayback Machine. |
| Chile      | Chile (Jižní Amerika)                           | Archivováno 6. 3. 2016 na Wayback Machine.   |
|            | Paraguay (Jižní Amerika)                        | Archivováno 3. 10. 2015 na Wayback Machine.  |

## Skupinová fáze

### Skupina 1
| Poř. | Země       | Z | V | R | P | VG | IG | B |
| ---- | ---------- | - | - | - | - | -- | -- | - |
| 1.   | Brazílie   | 3 | 2 | 1 | 0 | 8  | 2  | 5 |
| 2.   | Jugoslávie | 3 | 2 | 0 | 1 | 7  | 3  | 4 |
| 3.   | Švýcarsko  | 3 | 1 | 1 | 1 | 4  | 6  | 3 |
| 4.   | Mexiko     | 3 | 0 | 0 | 3 | 2  | 10 | 0 |

| 24. června 1950                      |       |        |                                                                                    |
| Brazílie                             | 4 – 0 | Mexiko | Rio de Janeiro, Estádio do Maracanã 82 000 diváků Rozhodčí: George Reader (Anglie) |
| Ademir 30' 79' Jair 65' Baltazar 71' |       |        | Rio de Janeiro, Estádio do Maracanã 82 000 diváků Rozhodčí: George Reader (Anglie) |

| 25. června 1950                      |       |           |                                                                                        |
| Jugoslávie                           | 3 – 0 | Švýcarsko | Belo Horizonte, Estadio Independencia 7 500 diváků Rozhodčí: Giovanni Galeati (Itálie) |
| Mitić 59' Tomašević 70' Ognjanov 75' |       |           | Belo Horizonte, Estadio Independencia 7 500 diváků Rozhodčí: Giovanni Galeati (Itálie) |

| 28. června 1950         |       |                |                                                                                    |
| Brazílie                | 2 – 2 | Švýcarsko      | São Paulo, Estadio do Pacaembu 42 000 diváků Rozhodčí: Ramón Azon Roma (Španělsko) |
| Alfredo 3' Baltazar 32' |       | Fatton 17' 88' | São Paulo, Estadio do Pacaembu 42 000 diváků Rozhodčí: Ramón Azon Roma (Španělsko) |

| 28. června 1950                              |       |                  |                                                                                      |
| Jugoslávie                                   | 4 – 1 | Mexiko           | Porto Alegre, Estadio dos Eucaliptos 11 000 diváků Rozhodčí: Reginald Leafe (Anglie) |
| Bobek 19' Ž. Čajkovski 22' 62' Tomašević 81' |       | Ortiz 89 (pen.)' | Porto Alegre, Estadio dos Eucaliptos 11 000 diváků Rozhodčí: Reginald Leafe (Anglie) |

| 1. července 1950      |       |            |                                                                                         |
| Brazílie              | 2 – 0 | Jugoslávie | Rio de Janeiro, Estádio do Maracanã 142 000 diváků Rozhodčí: Benjamin Griffiths (Wales) |
| Ademir 4' Zizinho 69' |       |            | Rio de Janeiro, Estádio do Maracanã 142 000 diváků Rozhodčí: Benjamin Griffiths (Wales) |

| 1. července 1950      |       |             |                                                                                   |
| Švýcarsko             | 2 – 1 | Mexiko      | Porto Alegre, Estadio dos Eucaliptos 4 000 diváků Rozhodčí: Ivan Eklind (Švédsko) |
| Bader 10' Antenen 44' |       | Casarín 89' | Porto Alegre, Estadio dos Eucaliptos 4 000 diváků Rozhodčí: Ivan Eklind (Švédsko) |

### Skupina 2
| Poř. | Země      | Z | V | R | P | VG | IG | B |
| ---- | --------- | - | - | - | - | -- | -- | - |
| 1.   | Španělsko | 3 | 3 | 0 | 0 | 6  | 1  | 6 |
| 2.   | Anglie    | 3 | 1 | 0 | 2 | 2  | 2  | 2 |
| 3.   | Chile     | 3 | 1 | 0 | 2 | 5  | 6  | 2 |
| 4.   | USA       | 3 | 1 | 0 | 2 | 4  | 8  | 2 |

| 25. června 1950           |       |       |                                                                                             |
| Anglie                    | 2 – 0 | Chile | Rio de Janeiro, Estádio do Maracanã 30 000 diváků Rozhodčí: Karel van der Meer (Nizozemsko) |
| Mortensen 27' Mannion 51' |       |       | Rio de Janeiro, Estádio do Maracanã 30 000 diváků Rozhodčí: Karel van der Meer (Nizozemsko) |

| 25. června 1950               |       |             |                                                                                     |
| Španělsko                     | 3 – 1 | USA         | Curitiba, Estadio Durival de Britto 10 000 diváků Rozhodčí: Mario Vianna (Brazílie) |
| Igoa 81' Basora 83' Zarra 89' |       | Pariani 17' | Curitiba, Estadio Durival de Britto 10 000 diváků Rozhodčí: Mario Vianna (Brazílie) |

| 29. června 1950      |       |       |                                                                                        |
| Španělsko            | 2 – 0 | Chile | Rio de Janeiro, Estádio do Maracanã 16 000 diváků Rozhodčí: Alberto Malcher (Brazílie) |
| Basora 17' Zarra 30' |       |       | Rio de Janeiro, Estádio do Maracanã 16 000 diváků Rozhodčí: Alberto Malcher (Brazílie) |

| 29. června 1950 |       |        |                                                                                         |
| USA             | 1 – 0 | Anglie | Belo Horizonte, Estadio Independencia 10 000 diváků Rozhodčí: Generoso Datillo (Itálie) |
| Gaetjens 38'    |       |        | Belo Horizonte, Estadio Independencia 10 000 diváků Rozhodčí: Generoso Datillo (Itálie) |

| 2. července 1950 |       |        |                                                                                       |
| Španělsko        | 1 – 0 | Anglie | Rio de Janeiro, Estádio do Maracanã 74 000 diváků Rozhodčí: Giovanni Galeati (Itálie) |
| Zarra 48'        |       |        | Rio de Janeiro, Estádio do Maracanã 74 000 diváků Rozhodčí: Giovanni Galeati (Itálie) |

| 29. června 1950                                    |       |                             |                                                                                 |
| Chile                                              | 5 – 2 | USA                         | Recife, Estadio Ilha do Retiro 9 000 diváků Rozhodčí: Mario Gardelli (Brazílie) |
| Robledo 16' Riera 32' Cremaschi 54' 82' Prieto 60' |       | Wallace 47' Maca 48 (pen.)' | Recife, Estadio Ilha do Retiro 9 000 diváků Rozhodčí: Mario Gardelli (Brazílie) |

### Skupina 3
| Poř. | Země     | Z | V | R | P | VG | IG | B |
| ---- | -------- | - | - | - | - | -- | -- | - |
| 1.   | Švédsko  | 2 | 1 | 1 | 0 | 5  | 4  | 3 |
| 2.   | Itálie   | 2 | 1 | 0 | 1 | 4  | 3  | 2 |
| 3.   | Paraguay | 2 | 0 | 1 | 1 | 2  | 4  | 1 |

| 25. června 1950               |       |                               |                                                                              |
| Švédsko                       | 3 – 2 | Itálie                        | São Paulo, Estadio do Pacaembu 36 000 diváků Rozhodčí: Jean Lutz (Švýcarsko) |
| Jeppson 25' 68' Andersson 33' |       | Carapellese 7' Muccinelli 75' | São Paulo, Estadio do Pacaembu 36 000 diváků Rozhodčí: Jean Lutz (Švýcarsko) |

| 29. června 1950          |       |                            |                                                                                      |
| Švédsko                  | 2 – 2 | Paraguay                   | Curitiba, Estadio Durival de Britto 8 000 diváků Rozhodčí: Robert Mitchell (Skotsko) |
| Sundqvist 17' Palmér 26' |       | Lopéz 35' López Fretes 74' | Curitiba, Estadio Durival de Britto 8 000 diváků Rozhodčí: Robert Mitchell (Skotsko) |

| 2. července 1950               |       |          |                                                                              |
| Itálie                         | 2 – 0 | Paraguay | São Paulo, Estadio do Pacaembu 26 000 diváků Rozhodčí: Arthur Ellis (Anglie) |
| Carapellese 12' Pandolfini 62' |       |          | São Paulo, Estadio do Pacaembu 26 000 diváků Rozhodčí: Arthur Ellis (Anglie) |

### Skupina 4
| Poř. | Země    | Z | V | R | P | VG | IG | B |
| ---- | ------- | - | - | - | - | -- | -- | - |
| 1.   | Uruguay | 1 | 1 | 0 | 0 | 8  | 0  | 2 |
| 2.   | Bolívie | 1 | 0 | 0 | 1 | 0  | 8  | 0 |

| 2. července 1950                                                      |       |         |                                                                              |
| Uruguay                                                               | 8 – 0 | Bolívie | São Paulo, Estadio do Pacaembu 26 000 diváků Rozhodčí: Arthur Ellis (Anglie) |
| Míguez 14' 45' 56' Schiaffino 23' 59' Vidal 18' Perez 73' Ghiggia 83' |       |         | São Paulo, Estadio do Pacaembu 26 000 diváků Rozhodčí: Arthur Ellis (Anglie) |

## Finálová skupina
| Poř. | Země      | Z | V | R | P | VG | IG | B |
| ---- | --------- | - | - | - | - | -- | -- | - |
| 1.   | Uruguay   | 3 | 2 | 1 | 0 | 7  | 5  | 5 |
| 2.   | Brazílie  | 3 | 2 | 0 | 1 | 14 | 4  | 4 |
| 3.   | Švédsko   | 3 | 1 | 0 | 2 | 6  | 11 | 2 |
| 4.   | Španělsko | 3 | 0 | 1 | 2 | 4  | 11 | 1 |

| 9. července 1950       |       |                |                                                                                   |
| Uruguay                | 2 – 2 | Španělsko      | São Paulo, Estadio do Pacaembu 45 000 diváků Rozhodčí: Benjamin Griffiths (Wales) |
| Ghiggia 29' Varela 73' |       | Basora 37' 39' | São Paulo, Estadio do Pacaembu 45 000 diváků Rozhodčí: Benjamin Griffiths (Wales) |

| 9. července 1950                                |       |                      |                                                                                    |
| Brazílie                                        | 7 – 1 | Švédsko              | Rio de Janeiro, Estádio do Maracanã 139 000 diváků Rozhodčí: Arthur Ellis (Anglie) |
| Ademir 17' 36' 52' 58' Chico 39' 88' Maneca 85' |       | Andersson 67 (pen.)' | Rio de Janeiro, Estádio do Maracanã 139 000 diváků Rozhodčí: Arthur Ellis (Anglie) |

| 13. července 1950                                 |       |           |                                                                                      |
| Brazílie                                          | 6 – 1 | Španělsko | Rio de Janeiro, Estádio do Maracanã 153 000 diváků Rozhodčí: Reginald Leafe (Anglie) |
| Ademir 15' 57' Jair 21' Chico 31' 55' Zizinho 67' |       | Igoa 71'  | Rio de Janeiro, Estádio do Maracanã 153 000 diváků Rozhodčí: Reginald Leafe (Anglie) |

| 13. července 1950          |       |                         |                                                                                 |
| Uruguay                    | 3 – 2 | Švédsko                 | São Paulo, Estadio do Pacaembu 8 000 diváků Rozhodčí: Giovanni Galeati (Itálie) |
| Ghiggia 39' Míguez 77' 85' |       | Palmér 5' Sundqvist 40' | São Paulo, Estadio do Pacaembu 8 000 diváků Rozhodčí: Giovanni Galeati (Itálie) |

| 16. července 1950                     |       |           |                                                                                       |
| Švédsko                               | 3 – 1 | Španělsko | São Paulo, Estadio do Pacaembu 11 000 diváků Rozhodčí: Karl van der Meer (Nizozemsko) |
| Sundqvist 15' Mellberg 33' Palmér 82' |       | Zarra 82' | São Paulo, Estadio do Pacaembu 11 000 diváků Rozhodčí: Karl van der Meer (Nizozemsko) |

| 16. července 1950          |       |            |                                                                                     |
| Uruguay                    | 2 – 1 | Brazílie   | Rio de Janeiro, Estádio do Maracanã 174 000 diváků Rozhodčí: George Reader (Anglie) |
| Schiaffino 66' Ghiggia 79' |       | Friaça 47' | Rio de Janeiro, Estádio do Maracanã 174 000 diváků Rozhodčí: George Reader (Anglie) |

## Vítěz
| Mistrovství světa ve fotbale 1950 Uruguay |